# Frontera entre Dinamarca i Islàndia
La frontera entre Dinamarca i Islàndia és una frontera internacional íntegrament marítima que separa Dinamarca d'Islàndia. Consisteix en dos segments que delimiten la zona econòmica exclusiva d'Islàndia des de la de Groenlàndia, d'una banda, i les illes Fèroe, de l'altra. Per tant, aquesta frontera no afecta directament el territori metropolità de Dinamarca sinó dos territoris autònoms.

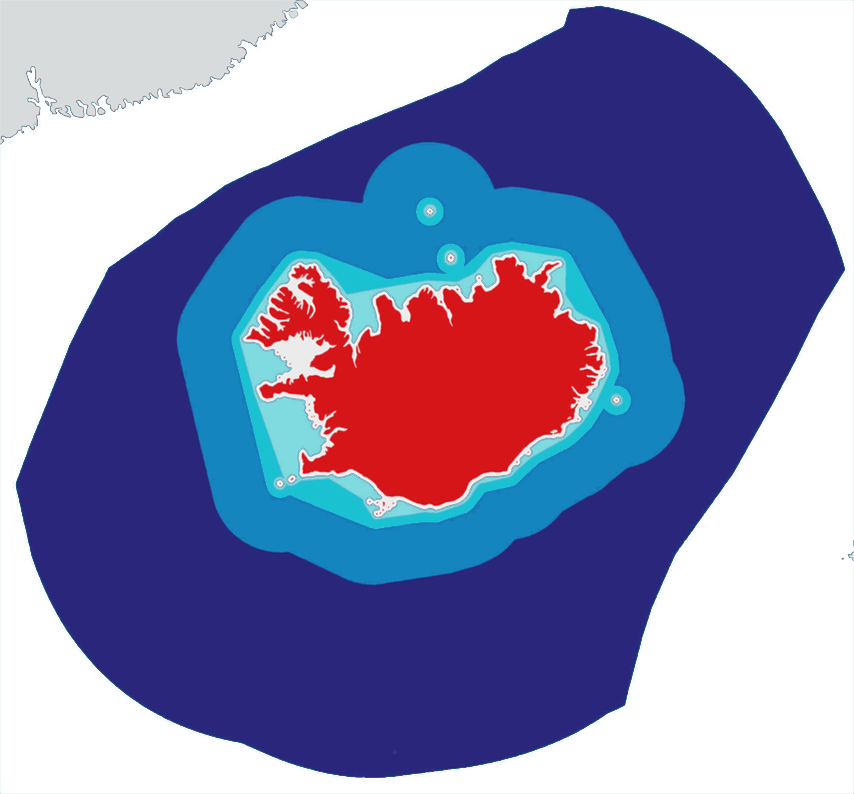
Zona Econòmica Exclusiva d'Islàndia

Aquesta frontera va ser acordada el 1975 quan Islàndia va estendre la seva zona econòmica exclusiva de 50 a 200 milles nàutiques, i després va posar de facto en contacte amb les zones econòmiques exclusives d'Islàndia i Dinamarca. Aquesta extensió és la quarta després de les de 1952, 1958 i 1972, successives ampliacions de la zona econòmica exclusiva islandesa a l'origen de la guerra del bacallà contra el Regne Unit.